# Noah Schnapp
Noah Cameron Schnapp (* 3. října 2004, Scarsdale, New York) je americký herec. Je známý díky své roli v seriálu Stranger Things (Netflix), ve kterém ztvárnil roli Willa Byerse. Za výkon získal Cenu Sdružení filmových a televizních herců v kategorii nejlepší seriálové obsazení (drama). Mimo jiné si zahrál ve filmu Stevena Spielberga Most špionů (2015) a zapůjčil svůj hlas Charliemu Brownovi ve filmu Snoopy a Charlie Brown. Peanuts ve filmu (2015).

## Životopis
Noah má dvojče jménem Chloe a je Žid. Jeho rodina pochází z Montrealu, Quebecu v Kanadě, a proto má kanadské občanství. Noahova touha po hraní začala, když mu bylo asi 5 let poté, co viděl broadwayský muzikál Annie. Hrál herecké role ve školních a různých společenských hrách. Když mu bylo osm let, jeho herecký učitel navrhl, aby šel hrát profesionálně. Jeho rodiče Mitchell Schnapp a Karine Schnapp ho zapsali do hereckého programu na Westchester's Star Kidz, kde vystupoval s Alysonem Isbrandtsenem, a později se dostal na MKS & D Talent Management. Noah si také zahrál v hudebním klipu LA Devotee od Panic At The Disco.
V lednu roku 2023 na svém TikToku zveřejnil video, ve kterém přiznal, že je gay. Do popisku napsal: „Hádám, že mám s Willem [Byersem] společného více, než jsem si myslel“, čímž odkazuje na postavu, kterou ztvárňuje v seriálu Stranger Things.

## Filmografie

### Film
| Rok           | Název                                    | Role                 | Poznámky            |
| ------------- | ---------------------------------------- | -------------------- | ------------------- |
| 2015          | Most špionů                              | Roger Donovan        |                     |
| 2015          | Snoopy a Charlie Brown. Peanuts ve filmu | Charlie Brown (hlas) |                     |
| 2016          | The Circle                               | Lucas                | krátkometrážní film |
| 2017          | We Only Know So Much                     | Otis Copeland        |                     |
| 2018          | The Legends of Hallowaiian               | Kai (hlas)           |                     |
| 2020          | S Abem v kuchyni                         | Abe                  |                     |
| 2020          | Čekání na Aňu                            | Jo                   |                     |
| 2020          | Hubieho Halloween                        | Tommy Valentine      |                     |
| 2022          | Kdo jsi, Charlie Browne?                 | sám sebe             | dokumentární film   |
| bude oznámeno | The Tutor                                | bude oznámeno        | postprodukce        |

### Televize
| Rok        | Název           | Role          | Poznámky                                          |
| ---------- | --------------- | ------------- | ------------------------------------------------- |
| 2016–dosud | Stranger Things | Will Byers    | vedlejší role (1. řada), hlavní role (od 2. řady) |
| 2018       | Liza on Demand  | Evan / Trevor | díl: „Pilot“                                      |

### Videohry
| Rok  | Název                                       | Role                 | Poznámky |
| ---- | ------------------------------------------- | -------------------- | -------- |
| 2015 | The Peanuts Movie: Snoopy's Grand Adventure | Charlie Brown (hlas) |          |

### Hudební videa
| Rok  | Název            | Umělec              | Poznámky |
| ---- | ---------------- | ------------------- | -------- |
| 2016 | „LA Devotee“     | Panic! at the Disco |          |
| 2018 | „In My Feelings“ | Drake               |          |

## Ceny a ocenění
| Cena                                        | Rok  | Kategorie                                         | Nominované dílo | Výsledek  | Ref.   |
| ------------------------------------------- | ---- | ------------------------------------------------- | --------------- | --------- | ------ |
| Filmové a televizní ceny MTV                | 2018 | Nejstrašidelnější výkon                           | Stranger Things | vítězství | [ 4 ]  |
| Filmové a televizní ceny MTV                | 2018 | Nejlepší seriálový tým                            | Stranger Things | nominace  | [ 5 ]  |
| People's Choice Awards                      | 2022 | Nejoblíbenější mužská seriálová hvězda            | Stranger Things | vítězství | [ 6 ]  |
| Cena Sdružení filmových a televizních herců | 2017 | Nejlepší obsazení (drama)                         | Stranger Things | vítězství | [ 7 ]  |
| Cena Sdružení filmových a televizních herců | 2018 | Nejlepší obsazení (drama)                         | Stranger Things | nominace  | [ 8 ]  |
| Cena Sdružení filmových a televizních herců | 2020 | Nejlepší obsazení (drama)                         | Stranger Things | nominace  | [ 9 ]  |
| Teen Choice Awards                          | 2019 | Nejlepší letní televizní herec                    | Stranger Things | vítězství | [ 10 ] |
| Young Artist Awards                         | 2017 | Nejlepší výkon mladého herce v seriálu nebo filmu | Stranger Things | nominace  | [ 11 ] |